# Heilig Hart van Jezuskerk (Brachterbeek)

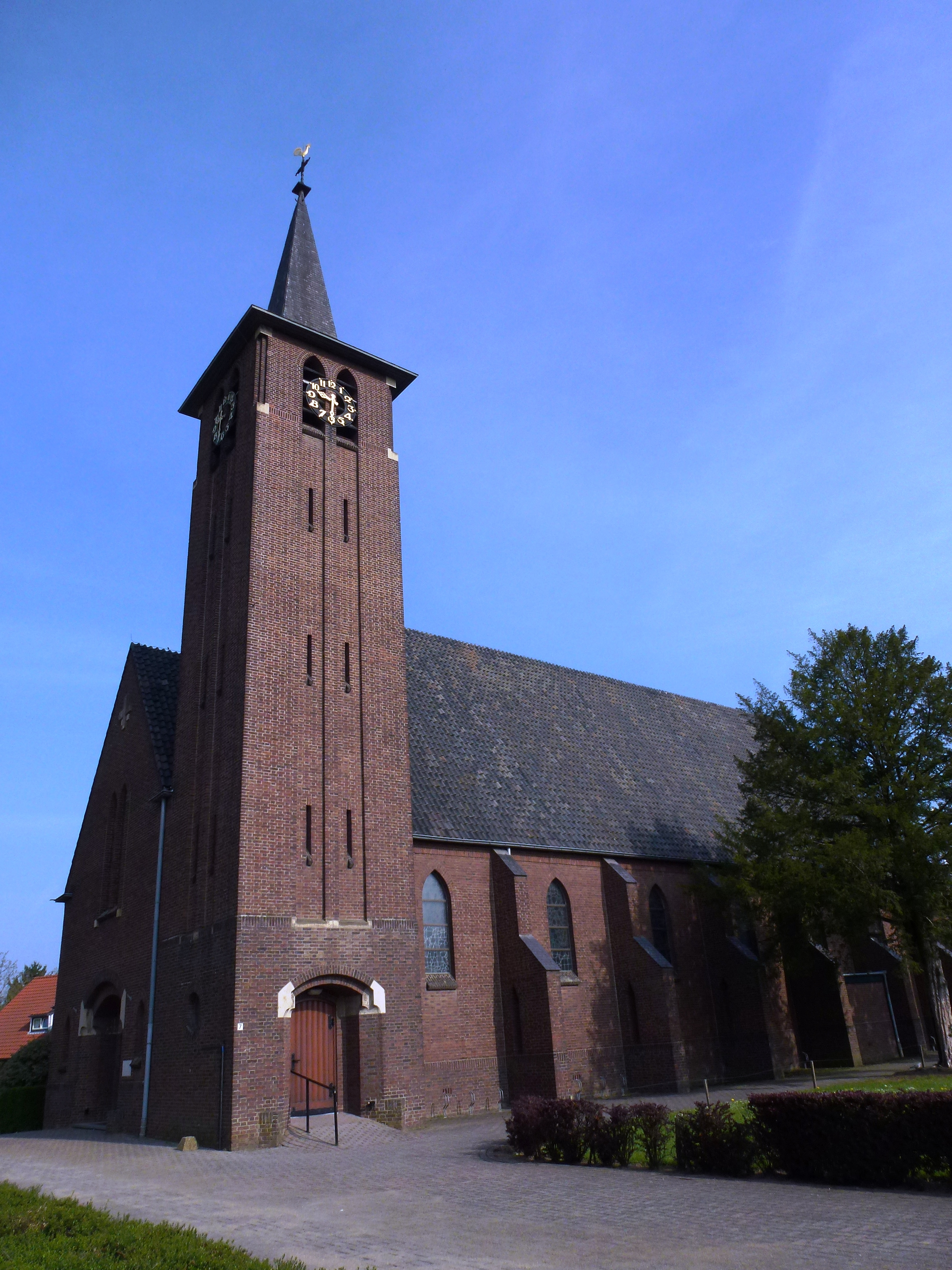
Heilig Hart van Jezuskerk

De Heilig Hart van Jezuskerk is de parochiekerk van Brachterbeek, gelegen aan Kerkstraat 7, in de Nederlandse gemeente Maasgouw. Op ongeveer 400 meter naar het zuidwesten staat de Onze-Lieve-Vrouw-van-Loretokapel.

## Geschiedenis
Brachterbeek werd voor het eerst vermeld in 1500. Het nabijgelegen Maasbracht werd pas in 1756 als parochie vermeld, en ook Brachterbeek viel daaronder. Missen werden gelezen in de in 1701 gestichte Onze-Lieve-Vrouw van Loretokapel.
In 1932 werd Brachterbeek verheven tot rectoraat en in 1933 kwam er een eigen kerk, ontworpen door Joseph Franssen. In december 1944 werd deze kerk getroffen door enkele granaten, maar de schade bleef beperkt. In 1946 werd het rectoraat verheven tot parochie.

## Gebouw
Het betreft een gebouw in baksteenexpressionisme met modern gotische kenmerken, zoals spitsboogvensters en steunberen. De glas-in-loodramen zijn van René Smeets en Max Weiss. De kerk heeft een vijfhoekig gesloten koor en de voorgevel wordt geflankeerd door een vierkante toren met ingesnoerde naaldspits.
Dorp en kerktoren vallen in het niet bij de er achter gelegen gebouwen van de Clauscentrale.